# Léa Julian
Léa Julian (Toulouse, Francia, 2 de marzo de 1998) nacida Léa Élise Julian es una modelo francesa.

## Biografía
Cuando tenía 15 años,  la agencia Elite Model Management la descubrió en el concurso Elite Model Look, organizado en Labège. Acabó entre las 12 finalistas del concurso nacional (en el cual ganó su amiga Estelle Chen) y firmó su primer contrato con la agencia el día siguiente. Obtuvo su baccalauréat en 2016.
Después de algunos proyectos, hizo su primer gran desfile a los 16 años para la colección Haute-Couture de Valentino en 2015 a Roma y realizó su primer shooting importante el mismo año para ELLE Vietnam, fotografiada por Benjamin Kanarek en su serie “Rebel Couture”.

## Carrera
En los años siguientes, posó para varios como Intermission Magazine, Vogue Italia, Vogue Japón, la colección primavera/verano de Off-White o también Document Journal fotografiada por Terry Richardson y apareció en la portada de SLIMI Magazine. Sus primeros shows para Ulyana Sergeenko, JW Anderson o Chanel le permitieron construir una basa sólida que hicieron que se volviera una de las tops más presentes sobre los podios los años siguientes.
Entre junio de 2016 y mayo de 2017, participó en 67 desfiles e hizo parte de los modelos que desfilaron más durante el periodo de semana de la moda. Es la tercera modelo en haber desfilado más durante la fashion week primavera/verano de 2018 según Vogue.fr y el New York Times la nombró entre las nueve modelos a seguir en 2017/2018. Abrió el show de Carolina Herrera en febrero de 2017 y clausuró la colección primavera-verano 2018 de Christian Wijnants. Lea ha participado a las cuatro mayores fashion weeks en París, Milán, Nueva York y Londres donde en septiembre de 2017 caminó para Mary Katrantzou y su colección primavera-verano 2018. Ella desfiló entre otros para Victoria Beckham, Alexander Wang, Prada, Chloé, Dior, Givenchy, Fendi hasta Versace. Por eso, el sitio internet Models.com la puso en su selección de 16 modelos que tuvieron más éxito durante la fashion week otoño/invierno 2017. Tras haber desfilado más de 120 veces y para casi 70 marcas, nadie desfiló más que ella en el año 2017, Semanas de la moda y Alta costura incluidos. PopSugar la mencionó al quinto puesto de los 18 modelos que seguir en 2018.
Empezó 2018 con la campaña publicitaria de Coach y su colección primavera, la campaña de Marc Jacobs y también la de Zara.